# Hilarión el Ibérico
Hilarión el Ibérico (en georgiano: ილარიონ ქართველი) fue un monje georgiano de la región de Kajeti, obispo de David Gareja. Fue considerado como el taumaturgo y es venerado como un santo. Su obra autobiográfica fue compuesta después de su muerte en el Monte Athos por los seguidores de Eutimio de Athos. Los textos existentes son de los siglos X y XI. Según la vita, Hilarión visitó Tierra Santa y viajó con sus seguidores por Palestina y Siria. Visitó el monte Tabor, el río Jordán y la Lavra de San Sabas. Hilarión permanecería allí durante siete años viviendo en la cueva que conduce a la ermita monástica. Más tarde, en 864, fundó un monasterio en el Monte Olimpo, posiblemente identificado como "Lavra de Krania", que albergaba en gran parte a sus compatriotas georgianos. La iglesia albergó en varios momentos a Juan el Ibérico, Eutimio de Athos y Juan Tornicio. Hilarión murió en Salónica.